# Frank James
Pour les articles homonymes, voir James.
Ne doit pas être confondu avec Franck André Jamme.
Frank James, né Alexander Franklin James à Kearney dans le comté de Clay au Missouri (États-Unis) le 10 janvier 1843 et mort au même endroit le 18 février 1915, est le frère et le complice de Jesse James, chef du gang James-Younger, une des plus célèbres bandes de hors-la-loi de l'histoire de l'Ouest américain.

## Biographie
En 1842, son père Robert James, pasteur agriculteur, et sa mère Zerelda Cole, venus du Kentucky, s'établissent à Kearney, une petite ville du Missouri située à quelques kilomètres de Kansas City.
Le 10 janvier 1843, Frank James naît. 
En 1849, Robert James part seul pour la Californie, attiré par la ruée vers l'or. Il meurt peu de temps après dans un chantier minier près de Marysville. Zerelda se remarie avec un fermier du nom de Simms, mais s’en sépare quelques années plus tard. En 1855, Zerelda Cole épouse le docteur Reuben Samuels.
En 1854, par la loi Kansas-Nebraska, le territoire voisin du Kansas devient un État abolitionniste. Dès lors, esclavagistes et abolitionnistes s'affrontent à la frontière avec le Missouri et les fermiers des environs, dont les James, en subissent les contrecoups. Frank et Jesse James grandissent les armes à la main, d'autant plus que le docteur Samuels, leur nouveau beau-père, est un sudiste convaincu.
En 1861, lorsqu’éclate la Guerre de Sécession, Frank James, 18 ans, s'engage dans le Missouri State Guards, commandé par le général Sterling Price. 
Le 10 août 1861, il combat à la bataille de Wilson's Creek, remportée par les Sudistes. En permission chez ses parents, il se vante tellement de ses succès que des Fédéraux de Liberty en ont vent et décident de venir l'arrêter. En plus de procéder à son arrestation, ils pendent le docteur Samuels qui est sauvé de justesse par sa femme.
Frank James s'évade peu de temps après et décide de rejoindre la bande de William Quantrill, un gang de tueurs qui sème périodiquement la terreur au Kansas en allant y piller les fermiers de la frontière. 
Le 20 août 1863, il participe au massacre de Lawrence; les membres de la bande pénètrent de nuit dans cette petite ville frontalière pour y assassiner 150 personnes et y brûler 185 bâtiments. C'est au cours de son séjour dans cette bande que Frank fait la connaissance de Cole Younger.
En 1865, lorsque s’achève la guerre de Sécession, le gouvernement américain amnistie les soldats sudistes, mais pas les hors-la-loi qui ont fait le coup de main avec Quantrill ou William T. Anderson. Parmi eux, se trouvent Frank et Jesse James (son frère l'a rejoint quelques mois avant la fin de la guerre), les frères Younger et Archie Clements (en), qui a succédé à Quantrill à la tête du gang. Jesse James ne tarde pas à prendre le commandement du groupe et forme le projet d'attaquer des banques et de continuer ainsi le combat à sa façon.
En février 1866, ils attaquent ainsi leur première banque, à Liberty (Missouri), tout près de leur ville natale de Kearney. Le gang James-Younger commence ainsi une série de coups de main qui dureront plus de quinze ans. Jesse James en est le chef incontesté et Frank, bien que plus vieux, vit dans son ombre.
En 1869, Jesse James est identifié lors de l'attaque de la banque de Gallatin et les deux frères doivent alors fuir le Missouri.
En 1874, Frank épouse Annie Ralston qu'il enlève de force à ses parents. Le couple a un fils, Robert Franklin James (1877-1959).
En 1876, c'est l'échec lamentable de l'attaque de la banque de Northfield au Minnesota. Plusieurs membres du gang sont tués, les trois frères Younger sont capturés. Les frères James parviennent à fuir le Minnesota et s'installent dans des fermes du Tennessee où ils vivent sur le butin accumulé depuis 1866. Ils adoptent de faux noms, Howard pour Jesse et Woodson pour Frank. Frank James aurait pu vivre ainsi pour le reste de sa vie, mais Jesse parvient à le convaincre de former un nouveau gang. 
En 1879, ils reprennent les attaques de banques et de trains.
Le 3 avril 1882, Jesse James est abattu par l'un de ses hommes, Robert Ford, appâté par les 10 000 $ de récompense. Par l'entremise de sa mère, Frank négocie sa reddition avec Thomas Crittenden (en), gouverneur du Missouri. Il se rend le 7 octobre.
En 1883, lors de son procès où il est défendu par Leroy Pope Walker, ancien ministre de la Confédération, plusieurs fermiers et plusieurs anciens soldats sudistes s'empressent de lui serrer publiquement la main pendant les audiences. C'est dans l'allégresse générale qu'il est finalement acquitté. Par la suite, il devient vendeur de chaussures, puis concierge au Standard Theatre de Saint Louis. Pendant un temps, il est garde du corps du président Theodore Roosevelt. 
En 1903 et en 1910, il participe à des parades foraines à travers l'Ouest, organisées par Cole Younger, sorti de prison après vingt-cinq ans de pénitencier. Ces parades ont pour nom The Cole Younger and Frank James Wild West Company et Hell on the Border.
Le 18 février 1915, Frank James meurt d'une crise cardiaque dans la ferme familiale, à Kearney, dans le Missouri.

## Sources
- Roger Jean Ségalat, Jesse James, Éditions La Courtille. 1974.